# Kings Point (Florida)
Kings Point fue un lugar designado por el censo ubicado en el condado de Palm Beach en el estado estadounidense de Florida. En el Censo de 2000 tenía una población de 12.207 habitantes y una densidad poblacional de 2.618,42 personas por km².

## Geografía
Kings Point se encuentra ubicado en las coordenadas 26°26′46″N 80°8′23″O / 26.44611, -80.13972. Según la Oficina del Censo de los Estados Unidos, Kings Point tiene una superficie total de 4.66 km², de la cual 4.66 km² corresponden a tierra firme y (0%) 0 km² es agua.

## Demografía
Según el censo de 2000, había 12.207 personas residiendo en Kings Point. La densidad de población era de 2.618,42 hab./km². De los 12.207 habitantes, Kings Point estaba compuesto por el 99.10%% blancos, el 0.27%% eran afroamericanos, el 0.04%% eran amerindios, el 0.18%% eran asiáticos, el 0.01%% eran isleños del Pacífico, el 0.08%% eran de otras razas y el 0.32%% pertenecían a dos o más razas. Del total de la población el 1.13%% eran hispanos o latinos de cualquier raza.